# Pterozonium steyermarkii
Pterozonium steyermarkii är en kantbräkenväxtart som beskrevs av Vareschi. Pterozonium steyermarkii ingår i släktet Pterozonium och familjen Pteridaceae. Inga underarter finns listade.